# Герб Бердянська
Герб Бердя́нська — офіційний символ міста Бердянськ Запорізької області, затверджений 27 липня 1999 року рішенням № 16 VIII сесії міської ради XXIII скликання.

## Опис
Герб являє собою щит французької форми, зображений у вигляді прямокутника, основа якого дорівнює 8/9 його висоти, з вістрям, що виступає в середині нижньої частини, і закругленими нижніми кутами.
У горішній частині перетятого щита в зеленому полі срібна ногайська кибитка і чорний плуг; у долішній, в лазуровому полі, чорний якір. Щит увінчаний срібною міською короною з трьома вежками; за щитом навхрест покладені два золотих якоря, з'єднаних червоною стрічкою.

## Герб російського періоду
Герб російського періоду затверджений 17 листопада 1844 року. У горішній частині перетятого щита в зеленому полі срібна ногайська кибитка і чорний плуг, що означають напівкочовий побут поселених в цьому повіті ногайців і заняття хліборобством інших місцевих обивателів; у долішній, в лазуровому полі, чорний якір, що показує сусідство того повіту з морем.

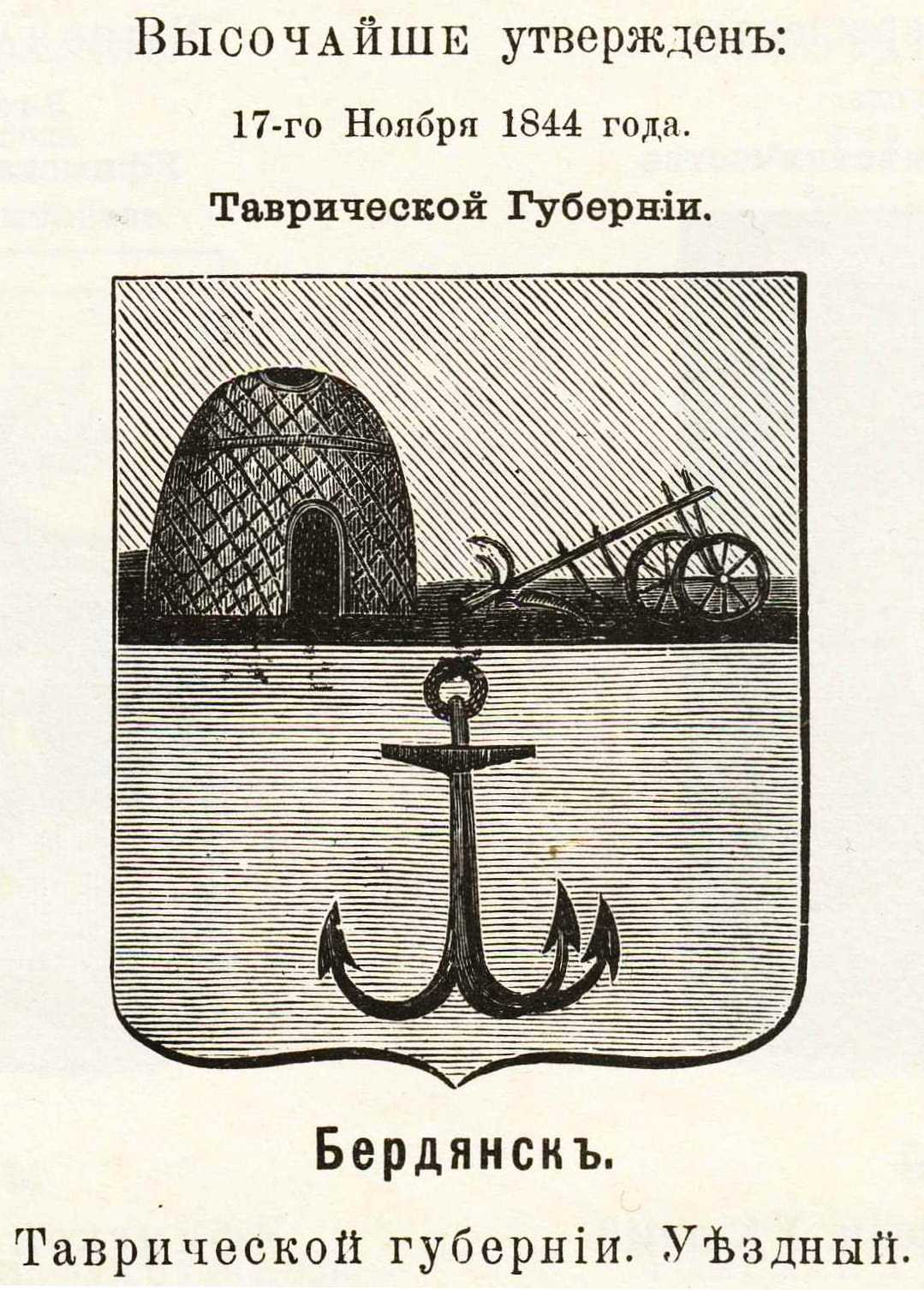
Герб міста, затверджений у 1844 р.
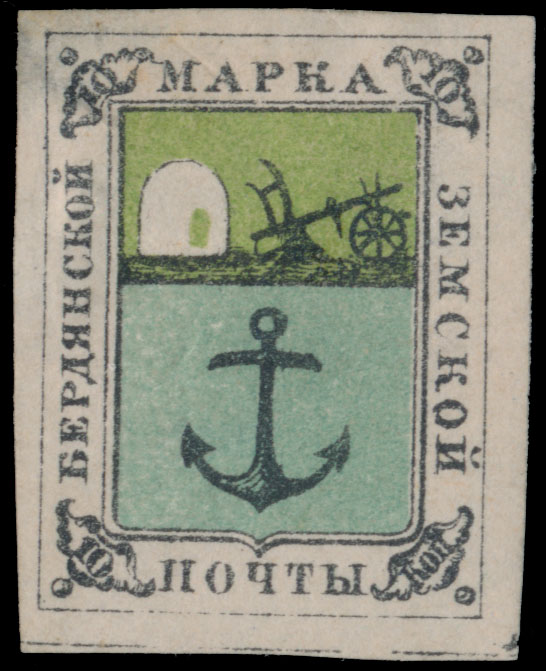
Марка Бердянської земської пошти 1868 р.
Проект герба 1868 р.